# Charles A. Flynn

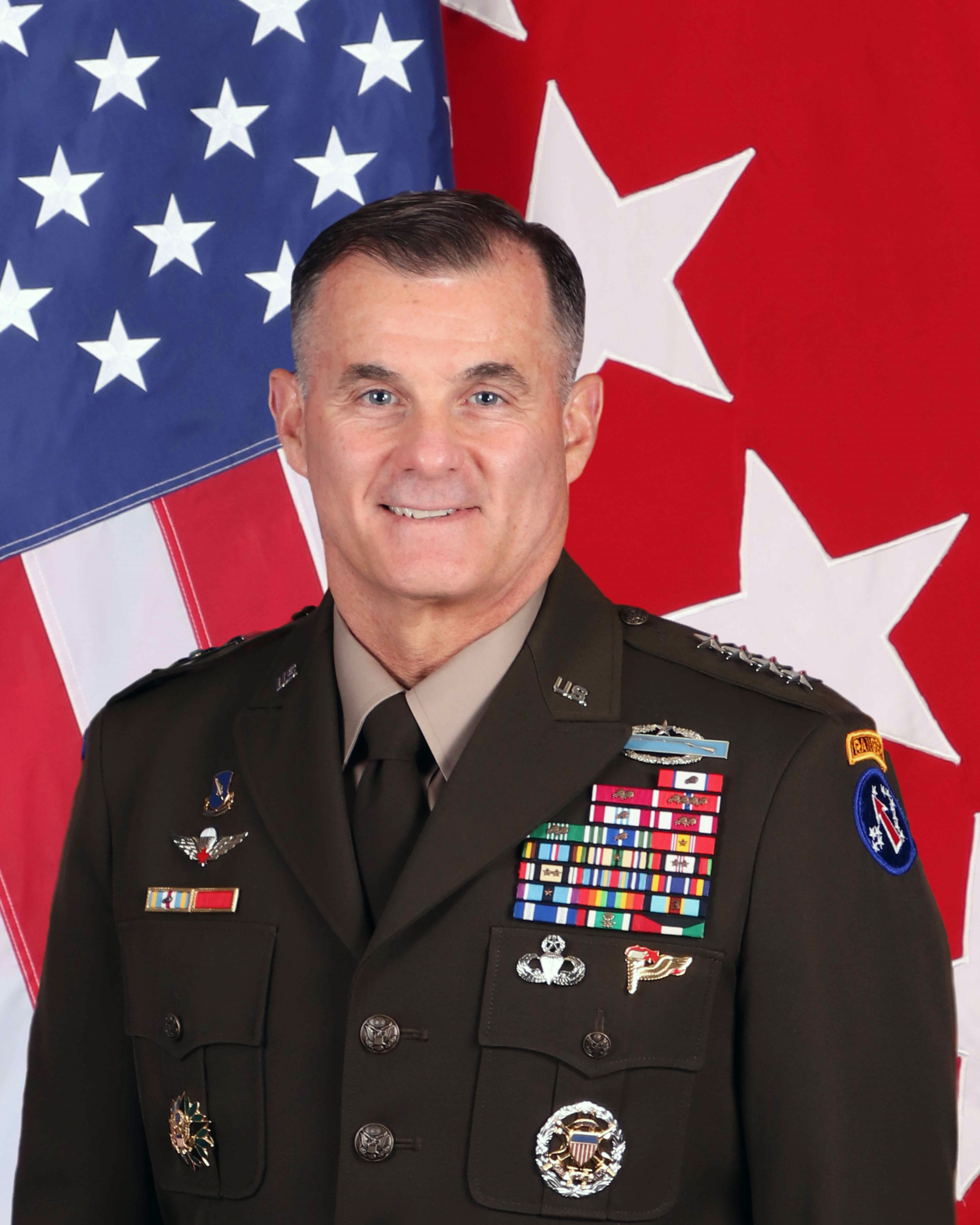
Charles A. Flynn (2021)

Charles A. Flynn (* um 1963 in Middletown, Newport County, Rhode Island) ist ein pensionierter General der United States Army.
Charles Flynn wurde in Middletown, Rhode Island, geboren und wuchs als eines von neun Geschwistern auf. Seine Eltern waren Helen Frances (Andrews), die im Immobilienwesen tätig war, und Charles Francis Flynn, ein Kleinstadtbankier. Er ist der jüngere Bruder von Michael T. Flynn (* 1958), der unter anderem Generalleutnant der US-Army und für kurze Zeit  Nationaler Sicherheitsberater unter Präsident Donald Trump war.
Charles Flynn besuchte die öffentlichen Schulen seiner Heimat. Im Jahr 1981 absolvierte er die High School in Middletown. Über das ROTC-Programm der University of Rhode Island gelangte er im Jahr 1985 in das Offizierskorps des US-Heeres. Dort wurde er als Leutnant der Infanterie zugeteilt. In der Armee durchlief er anschließend alle Offiziersränge bis zum Vier-Sterne-General.
Im Lauf seiner militärischen Karriere absolvierte Flynn verschiedene Kurse und Schulungen. Dazu gehörten unter anderem das Naval War College, das Joint Forces Staff College und die National Defense University.
In seinen jüngeren Jahren absolvierte er den für Offiziere in den niederen Rangstufen üblichen Dienst in verschiedenen Einheiten und Standorten. Im weiteren Verlauf seiner Laufbahn kommandierte er Einheiten auf fast allen militärischen Ebenen. Zwischenzeitlich wurde er auch als Stabsoffizier eingesetzt. Im Jahr 2002 wurde er Bataillonskommandeur im 504th Parachute Infantry Regiment das der 82. Luftlandedivision unterstand. Dabei nahm er mit seinem Bataillon am Irakkrieg teil. Nach einer kurzen Versetzung zum Stab der 82. Luftlandedivision wurde er mit dem Kommando über die 1. Brigade dieser Division betraut, wobei er erneut in den Irak versetzt wurde. Später wurde er nach Afghanistan beordert, wo er Stabsoffizier bei der ISAF war.
Am 3. September 2011 erreichte Charles Flynn mit seiner Beförderung zum Brigadegeneral die Generalsränge. Von August 2011 bis Januar 2012 war er kommissarischer Kommandeur des United States Army Combined Arms Center in Fort Leavenworth in Kansas. Anschließend gehörte er bis Juli 2012 dem Stab des United States Army Forces Command an. Von Juli 2012 bis August 2013 war er Leiter der Stabsabteilung G3 für Operationen der 82. Luftlandedivision. Danach übernahm er bis April 2014 die gleiche Aufgabe beim United States Army Forces Command. Am 2. März 2014 erfolgte seine Beförderung zum Generalmajor.
Von 2014 bis 2016 hatte Charles Flynn den Oberbefehl über die 25. Infanteriedivision. Das Hauptquartier der Division befindet sich in Hawaii. Daran schloss sich bis 2018 eine Tätigkeit als stellvertretender Kommandeur der United States Army Pacific in Fort Shafter ebenfalls in Hawaii an.
Von Juli 2018 bis Mai 2021 gehörte er der kombinierten Stabsabteilung (G3/5/7) im Heeresministerium an. Ab Juni 2019 war er Leiter dieser Abteilung. In diese Zeit fiel auch seine Beförderung zum Generalleutnant am 27. Juni 2019. Am 4. Juni 2021 übernahm Charles Flynn von Paul J. LaCamera das Kommando über die United States Army Pacific, deren stellvertretender Kommandeur er in den Jahren 2016 bis 2018 bereits gewesen war. Mit der Übernahme dieses Kommandos war auch seine Beförderung zum Vier-Sterne-General verbunden. Er behielt dieses Kommando bis zum 8. November 2024, als er von Ronald P. Clark abgelöst wurde. Anschließend schied er aus dem aktiven Militärdienst aus.
Flynn ist ein Verfechter des ROTC-Prinzips bei der Ausbildung von Armee-Offizieren.

## Orden und Auszeichnungen
Charles Flynn erhielt im Lauf seiner militärischen Laufbahn unter anderem folgende Auszeichnungen:
- Army Distinguished Service Medal
- Legion of Merit
- Bronze Star Medal
- Defense Meritorious Service Medal
- Meritorious Service Medal
- Combat Infantry Badge